# Maximilian von Hartlieb genannt Wallsporn
Maximilian Emanuel Christian von Hartlieb genannt Wallsporn (* 9. Januar 1840 in Zusmarshausen; † 18. März 1903 in München) war ein bayerischer Generalmajor und Direktor der Kriegsakademie.

## Leben

### Herkunft
Maximilian war ein Sohn des bayerischen Kammerjunkers und Regierungsrates Eduard von Hartlieb genannt Wallsporn (1797–1872) und dessen Ehefrau Magdalene, geborene Freiin von Tröltsch (1807–1873). Er hatte noch sechs Geschwister, darunter der Landrat Sigmund von Hartlieb genannt Walsporn.

### Militärkarriere
Hartlieb trat 1859 als Unterleutnant in das 1. Artillerie-Regiment der Bayerischen Armee ein und wurde 1866 Oberleutnant. Nach dem Krieg gegen Preußen wechselte er 1868 in das 3. Artillerie-Regiment „Königin Mutter“. Dort war er zunächst Bataillons- und ab 1870 Regimentsadjutant. Während des Deutsch-Französischen Krieges blieb er zunächst beim demobilisierten Regimentsstab. Anschließend kam er als Hauptmann wieder in das 1. Artillerie-Regiment und nahm 1871 an der Belagerung von Belfort teil.
Nach dem Krieg kehrte er im April 1871 mit seiner Batterie nach München zurück. Im selben Jahr wurde er Mitglied der Linienkommission in Karlsruhe. 1872 wurde er Mitglied der Artillerie-Beratungskommission in München und kurz danach unter Stellung à la suite seines Regiments zur preußischen Artillerie-Prüfungskommission nach Berlin kommandiert. 1877 kehrte er in das Regiment zurück und wurde 1880 zum Major befördert. Am 23. November 1880 wurde er etatsmäßiger Stabsoffizier und Abteilungskommandeur. Im Jahr 1886 wurde ihm die Leitung der Artillerie- und Ingenieurschule übertragen und er avancierte zum Oberstleutnant. Im Jahr 1889 stieg er zum Oberst auf und wurde zugleich am 1. März mit der Wahrnehmung der Geschäfte des Direktors der Kriegsakademie beauftragt. Hartlieb wurde 1893 zum Generalmajor befördert und am 7. September 1896 in Genehmigung seines Abschiedsgesuches unter Verleihung des Großkomturkreuzes des Militärverdienstordens mit der gesetzlichen Pension zur Disposition gestellt.
Er starb unverheiratet in München.